# 中华人民共和国公路等级

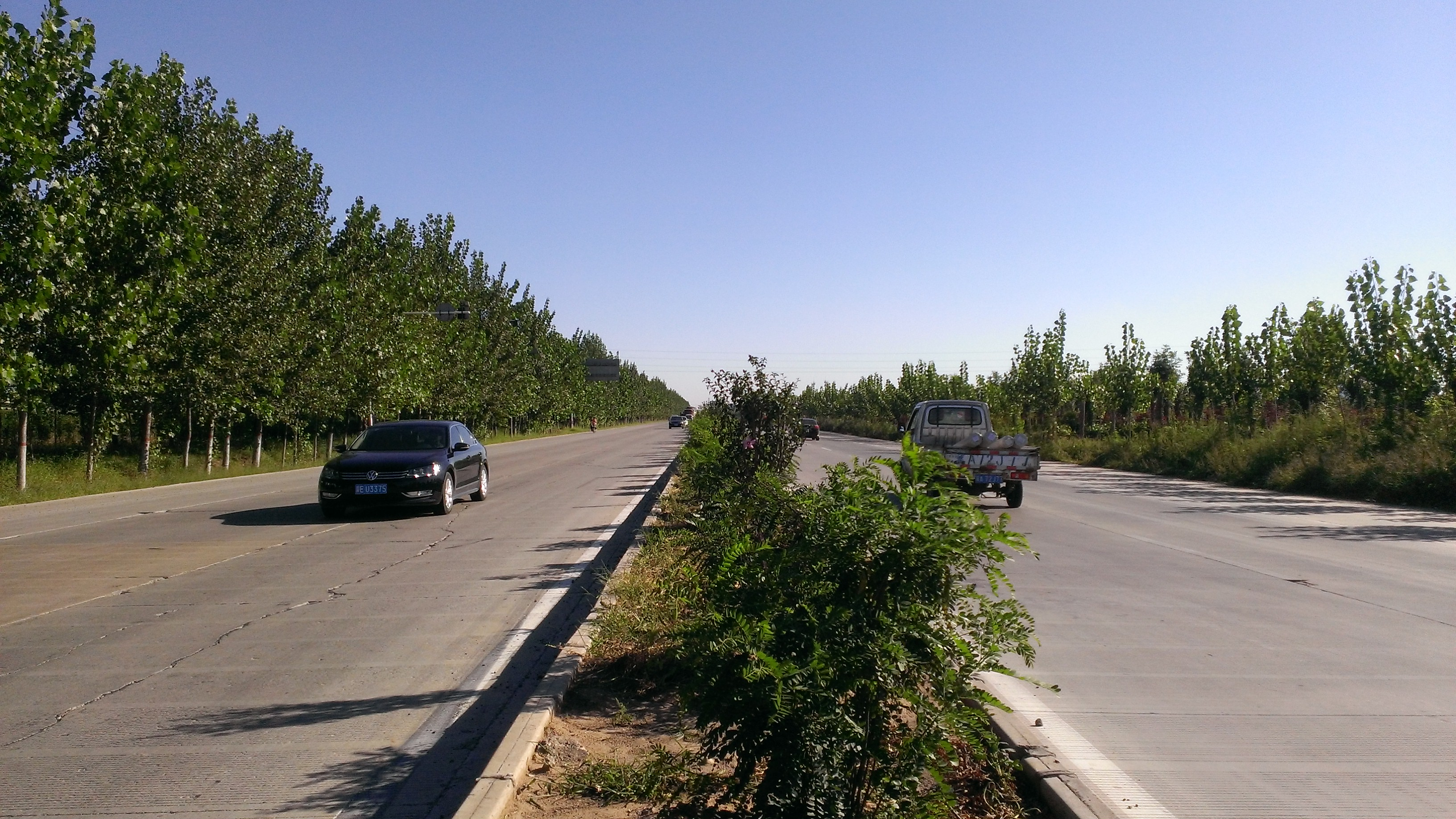
双向四车道的一级公路

公路技术等级是公路的主要技术指标之一。中华人民共和国公路分为高速公路、一级公路、二级公路、三级公路及四级公路等五个技术等级。
在设计建造公路时，要首先根据地区特点、交通特性、路网结构分析公路在路网中的地位和作用，明确公路功能，再按照公路功能结合交通量、地形条件等选用公路技术等级、设计速度等。技术等级选定后，将会影响到公路的服务水平、设计速度、车道数、各种几何指标、设计洪水频率、载荷、使用年限、路线交叉、各种配套设施的设计。

## 现行标准

### 分级
- 高速公路为专供汽车分方向、分车道行驶，全部控制出入的多车道公路。高速公路的年平均日设计交通量宜在15000辆小客车以上。
- 一级公路为供汽车分方向、分车道行驶，可根据需要控制出入的多车道公路。一级公路的年平均日设计交通量宜在15000辆小客车以上。
- 二级公路为供汽车行驶的双车道公路。二级公路的年平均日设计交通量宜为5000～15000辆小客车。
- 三级公路为供汽车、非汽车交通混合行驶的双车道公路。三级公路的年平均日设计交通量宜为2000～6000辆小客车。
- 四级公路为供汽车、非汽车交通混合行驶的双车道或单车道公路。
  - 双车道四级公路年平均日设计交通量宜在2000辆小客车以下；
  - 单车道四级公路年平均日设计交通量宜在400辆小客车以下。

### 设计选用原则
1. 应根据路网规划、公路功能，并结合交通量论证确定。
2. 主要干线公路应选用高速公路。
3. 次要干线公路应选用二级及二级以上公路。
4. 主要集散公路宜选用一级、二级公路。
5. 次要集散公路宜选用二级、三级公路。
6. 支线公路宜选用三级、四级公路。

### 路面结构设计使用年限
路面结构在正常设计、正常施工和正常使用条件下应达到的年限。在路面结构设计使用年限内，可根据实际需要对路面表面功能进行恢复性维修。
| 技术等级→                        | 高速 | 一级 | 二级 | 三级 | 四级 |
| -------------------------------- | ---- | ---- | ---- | ---- | ---- |
| 沥青混凝土路面设计使用年限（年） | 15   | 15   | 12   | 10   | 8    |
| 水泥混凝土路面设计使用年限（年） | 30   | 30   | 20   | 15   | 10   |

### 设计交通量预测年限
新建和改扩建公路项目的设计交通量预测应符合下列规定。
| 技术等级→                                          | 高速 | 一级 | 二级 | 三级 | 四级               |
| -------------------------------------------------- | ---- | ---- | ---- | ---- | ------------------ |
| 设计交通量预测年限（年）                           | 20   | 20   | 15   | 15   | 可根据实际情况确定 |
| 说明：起算年为该项目可行性研究报告中的计划通车年。 |      |      |      |      |                    |

### 车道数和速度
| 技术等级→        | 高速             | 一级            | 二级       | 三级       | 四级       |
| ---------------- | ---------------- | --------------- | ---------- | ---------- | ---------- |
| 双向车道数       | ≥4               | ≥4              | 2          | 2          | 2（1）     |
| 设计速度（km/h） | 120、100、（80） | 100、80、（60） | 80、（60） | 40、（30） | 30、（20） |

1. ↑  四级公路应采用双车道，交通量小或困难路段可采用单车道。
2. ↑  高速公路设计速度不宜低于100km/h，受地形、地质等条件限制时，可以选用80km/h。
3. ↑  高速公路的特殊困难局部路段，且因新建工程可能诱发工程地质病害时，经论证，该局部路段的设计速度可采用60km/h，但长度不宜大于15km，或仅限于相邻两互通式立交桥之间的路段。
4. ↑  作为干线的一级公路，设计速度宜采用100km/h，受地形、地质等条件限制，可采用80km/h。
5. ↑  作为集散的一级公路，设计速度宜采用80km/h，受地形、地质等条件限制，可采用60km/h。
6. ↑  作为干线的一级公路的特殊困难局部路段，且因新建工程可能诱发工程地质病害时，经论证，该局部路段的设计速度可采用60km/h，但长度不宜大于15km，或仅限于相邻两互通式立交桥之间的路段。
7. ↑  作为干线的二级公路，设计速度宜采用80km/h，受地形、地质等条件限制，可采用60km/h。
8. ↑  作为集散的二级公路，设计速度宜采用60km/h，受地形、地质等条件限制，可采用40km/h。
9. ↑  三级公路设计速度宜采用40km/h，受地形、地质等条件限制，可采用30km/h。
10. ↑  四级公路设计速度宜采用30km/h，受地形、地质等条件限制，可采用20km/h。

## 废止标准

### 分级
- 高速公路为专供汽车分向、分车道行驶并应全部控制出入的多车道公路。
  - 四车道高速公路应能适应将各种汽车折合成小客车的年平均日交通量25000～55000辆；
  - 六车道高速公路应能适应将各种汽车折合成小客车的年平均日交通量45000～80000辆；
  - 八车道高速公路应能适应将各种汽车折合成小客车的年平均日交通量60000～100000辆。
- 一级公路为供汽车分向、分车道行驶，并可根据需要控制出入的多车道公路。
  - 四车道一级公路应能适应将各种汽车折合成小客车的年平均日交通量15000～30000辆；
  - 六车道一级公路应能适应将各种汽车折合成小客车的年平均日交通量25000～55000辆。
- 二级公路为供汽车行驶的双车道公路。
  - 双车道二级公路应能适应将各种汽车折合成小客车的年平均日交通量5000～15000辆。
- 三级公路为主要供汽车行驶的双车道公路。
  - 双车道三级公路应能适应将各种车辆折合成小客车的年平均日交通量2000～6000辆。
- 四级公路为主要供汽车行驶的双车道或单车道公路。
  - 双车道四级公路应能适应将各种车辆折合成小客车的年平均日交通量2000辆以下；
  - 单车道四级公路应能适应将各种车辆折合成小客车的年平均日交通量400辆以下。

### 设计选用原则
1. 应根据公路功能、路网规划、交通量，并充分考虑项目所在地区的综合运输体系、远期发展等，经论证后确定。
2. 一条公路，可分段选用不同的公路等级或同一公路等级不同的设计速度、路基宽度，但不同公路等级、设计速度、路基宽度间的衔接应协调，过渡应顺适。
3. 预测的设计交通量介于一级公路与高速公路之间时，拟建公路为干线公路时，宜选用高速公路；拟建公路为集散公路时，宜选用一级公路。
4. 干线公路宜选用二级及二级以上公路。